# Transformation (molekylärbiologi)

En bakterie som är känslig för antibiotika (1) görs kompetent (2) och kan då ta upp extracellulärt DNA. I det här fallet tas det upp plasmider med gen för antibiotikaresistens, och bakterien transformeras då till en antibiotikaresistent bakterie (3). Om bakterien odlas på ett medium som innehåller antibiotikumet, kommer endast de bakterier som transformerats att överleva.

Transformation är en term som innebär att genetiskt material introduceras i bakterier. Detta kan ske på både naturlig och konstgjord väg. Vid naturlig transformation tar bakterien upp fritt DNA via ett proteinkomplex som korsar cellmembranet. Förmåga att ta upp fritt DNA kallas naturlig kompetens. Vid denna typ av transformation kan generellt bara linjärt, dubbelsträngat DNA tas upp. Väl inne i bakterien kan två saker hända DNA:t - antingen integreras det i kromosomen genom homolog rekombination eller så blir det degraderat av restriktionsenzym som har igenkänning av specifika DNA-sekvenser som de sedan klyver. Modifieringssystemet ser till att det egna genomet skyddas, exempelvis genom metylering av kvävebaser. Proteinerna som krävs för transformation finns inte i alla bakterier utan har endast hittats i ett 40-tal arter, men finns troligen i fler. Exempel på arter som har naturliga transformeringssystem är Bacillus subtilis och Haemophilus influenzae. Vid konstgjord transformering, också kallad artificiell kompetens, behandlas bakterien på olika sätt som får membranet att släppa igenom bitar av DNA.  

## Metoder
1. "Heat-chock" - Bakterierna kyls ner och hettas sedan upp till ca 40 grader
2. Elektroporering - Bakterierna uttsätts för en elektrisk puls som gör membranet instabilt.
3. Kemisk - Tillsats av vissa kemikaler får också bakterierna att ta upp DNA utan att dö.